# Датта, Бишаха
Бишаха Датта (англ. Bishakha Datta) — кинорежиссёр, активистка и бывшая журналистка. Она является соучредителем и исполнительным директором Point of View, базирующейся в Мумбаи, некоммерческой организации, работающей в сфере гендера, сексуальности и прав женщин. Она также входит в совет некоммерческих организаций, включая Creating Resources for Empowerment in Action и входила в Wikimedia Foundation (2010–2014), где она стала первым индийцем, вошедшим в совет попечителей. 

## Жизнь и работа
В 1998 году Датта редактировала книгу «И кто будет готовить чапати?», в которой был представлен обзор женских политических панчаятов, сформированных в Махараштре, Индия. В 2003 году вышел её документальный фильм «Во плоти: три жизни в проституции».